# Mausoleum der safawidischen Prinzen
Das Mausoleum der safawidischen Prinzen (persisch آرامگاه شاهزادگان صفوی, IPA:ɑɾɑmɡɑh ɛ ʃɑhzɑdɛɡɑn ɛ sæfævi) oder Setti-Fateme-Mausoleum (persisch آرامگاه ستی فاطمه, IPA:ɑɾɑmɡɑh ɛ sɛtti fɑtɛmɛ) ist ein historisches Mausoleum in der iranischen Stadt Isfahan. Das Mausoleum liegt im Tschaharssu-je-kutschak-Viertel. Auf der südlichen Hofseite des Mausoleums befinden sich die Grabmäler der drei ermordeten safawidischen Prinzen, die Kinder Sobejde Bejgoms, der Tochter Abbas I., und Issa Chan Ghurtschibaschis waren. Die Ghurtschian waren safawidische Elitesoldaten, aus denen Abbas I. seine eigenen Leibwächter wählte. Die drei Prinzen wurden auf Befehl Safi I. enthauptet. Einige Bewohner des Viertels glauben, dass das Mausoleum die Grabstätte von Fateme, der Tochter Mūsā ibn Dschaʿfar al-Kāzims, ist.